# Batman: Arkham Asylum
Batman: Arkham Asylum е видеоигра, базирана на комиксите за Батман на ДиСи Комикс, която излиза на 25 август 2009 г. Играта е разработена от Rocksteady Studios и е издадена от Eidos Interactive, съвместно с Warner Bros. Interactive Entertainment.
Автор на историята е Пол Дини („Батман: Анимационният сериал“). Тя разказва за бунт в лудницатата Аркам (Arkham Asylum), при който най-заклетите врагове на Черния рицар излизат на свобода – план, скроен от Жокера. Действието изцяло се развива в Аркам. Включени са герои като Бейн, Харли Куин, Плашилото, Отровната Айви, Гатанката, Крок и Виктор Заз.

## Продължение
На 17 октомври 2011 г. излиза продължението на играта, озаглавено Batman: Arkham City.